# Аллегені (округ, Нью-Йорк)
Шаблон:StateAbbr_ 42°13′59″ пн. ш. 78°01′34″ зх. д. / 42.232937° пн. ш. 78.026093° зх. д.
Округ Аллеґені (англ. Allegany County) — округ (графство) у штаті Нью-Йорк, США. Ідентифікатор округу 36003.

## Історія
Округ утворений 1806 року.

## Демографія
За даними перепису
2020 року
загальне населення округу зменшилося до 46456 осіб, що на 7% менше ніж у
2000р.
У 2000 році загальне населення округу становило 49927 осіб, зокрема міського населення було 10371, а сільського — 39556.
Серед мешканців округу чоловіків було 24942, а жінок — 24985. В окрузі було 18009 домогосподарств, 12189 родин, які мешкали в 24505 будинках.
Середній розмір родини становив 3,04.
Віковий розподіл населення поданий у таблиці:
| Стать    | До 15 років | 15-21 | 22-29 | 30-39 | 40-49 | 50-65 | 65-85 | Понад 85 |
| -------- | ----------- | ----- | ----- | ----- | ----- | ----- | ----- | -------- |
| Чоловіки | 5120        | 4278  | 2191  | 2954  | 3489  | 3830  | 2777  | 303      |
| Жінки    | 4811        | 3772  | 2116  | 3047  | 3487  | 3832  | 3299  | 621      |

## Суміжні округи
- Лівінгстон — північний схід
- Стубен — схід
- Поттер, Пенсільванія — південний схід
- Маккін, Пенсільванія — південний захід
- Каттарогус — захід
- Вайомінг — північний захід